# Der Trafikant (Film)
Der Trafikant ist ein österreichisch-deutscher Historienfilm von Nikolaus Leytner aus dem Jahr 2018 nach dem gleichnamigen Roman von Robert Seethaler (2012) mit Simon Morzé als Franz Huchel, Bruno Ganz als Sigmund Freud und Johannes Krisch als Otto Trsnjek.
Die Premiere erfolgte am 21. August 2018 auf dem Filmfestival Kitzbühel, wo die Produktion als Eröffnungsfilm gezeigt wurde. Auf dem Filmfest Hamburg wurde der Film am 30. September 2018 präsentiert. Der österreichische Kinostart erfolgte am 12. Oktober 2018, in Deutschland kam der Film am 1. November 2018 in die Kinos. Die Erstausstrahlung im Ersten war am 11. August 2020, im ORF wurde der Film am 27. Dezember 2020 erstmals gezeigt.

## Handlung
1937: Der 17-jährige Franz Huchel verlässt etwa gleichzeitig zum Brand der Wiener Rotunde und damit vor dem Anschluss Österreichs 1938 sein Heimatdorf am Attersee im Salzkammergut, um in Wien bei dem Trafikanten Otto Trsnjek, einem Kriegsinvaliden aus dem Ersten Weltkrieg, in die Lehre zu gehen. Zu dessen Stammkunden zählt der Begründer der Psychoanalyse, Sigmund Freud. Franz ist in die junge böhmische Varietétänzerin Anezka verliebt und sucht Rat bei Freud. Dem ist das weibliche Geschlecht allerdings ebenfalls ein Rätsel. Es entwickelt sich eine ungewöhnliche Freundschaft zwischen dem jungen Franz und dem 82-jährigen Freud, der Österreich am 4. Juni 1938 verlässt und nach London emigriert. Franz wird Zeitzeuge des Nationalsozialismus in Wien.
Otto Trsnjek wird von dem benachbarten Fleischer bei der Gestapo denunziert, sein Laden verwüstet und er selbst von der Geheimpolizei abgeholt. Franz spricht im Gestapo-Hauptquartier vor, erhält jedoch keine Auskunft und wird vor die Tür geworfen. Später erhält er eine Nachricht, dass der Trafikant am 14. Mai an einem Herzleiden gestorben sei, und ein Paket mit den persönlichen Sachen Trsnjeks wird ihm zugeschickt.
Da Anezka mit einem SS-Offizier liiert ist, Freud emigriert und Trsnjek in den Kellern der Gestapo umgebracht wurde, setzt Franz nachts die Hose des (einbeinigen) Trafikanten als Flagge vor dem Gestapo-Hauptquartier. Am Tag darauf wird Franz von der Gestapo abgeholt.
Geraume Zeit später steht Anezka vor der verlassenen und geschlossenen Trafik. Außen am Fenster hatte Franz seine Traumschilderungen angeklebt. Anezka nimmt die mit, in der ein böhmisches Mädchen aus der Schaukel springt.

## Produktion und Hintergrund

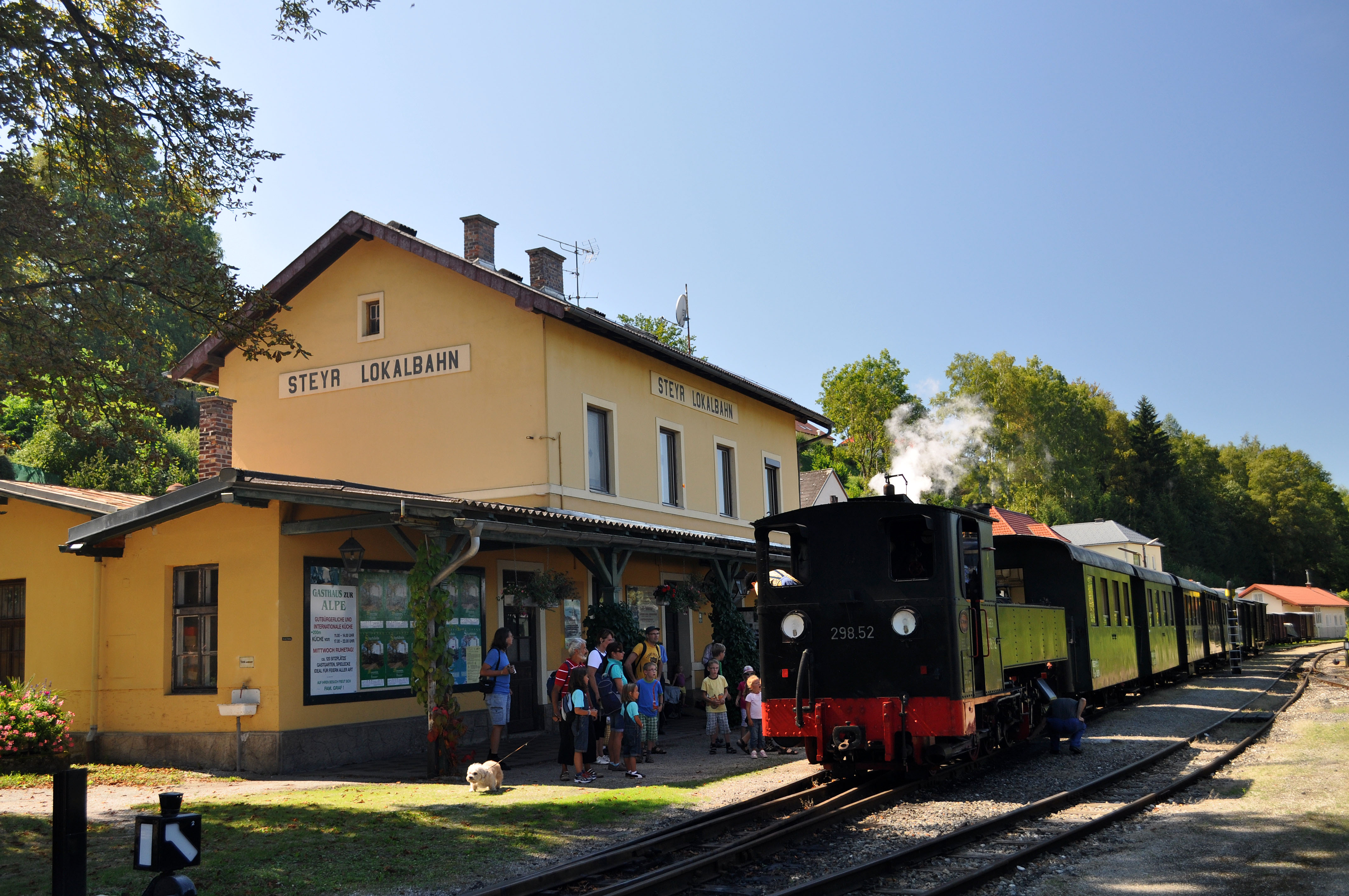
Einer der Drehorte: Der Lokalbahnhof der Steyrtalbahn in Steyr

Die Dreharbeiten fanden vom 2. Oktober bis zum 22. November 2017 statt, gedreht wurde in Wien, Bayern, Südtirol und Oberösterreich. Drehorte waren unter anderem der Lokalbahnhof der Steyrtalbahn in Steyr, Sterzing sowie die Münchner Straße in der Bavaria Filmstadt. Szenen, die in der Berggasse im neunten Wiener Gemeindebezirk Alsergrund spielen, wurden im dritten Bezirk hinter dem Heumarkt gedreht. Die im Wiener Westbahnhof spielenden Szenen wurden in der historischen Halle im Eisenbahnmuseum Strasshof unter Verwendung von Greenscreen-Technik angefertigt. 
Produziert wurde der Film von der österreichischen Epo-Film, Koproduzenten waren die Münchner Glory Film und die Berliner Tobis Film, beteiligt waren der Österreichische Rundfunk und die ARD (Degeto). Unterstützt wurde die Produktion vom Österreichischen Filminstitut und dem Filmfonds Wien, von Filmstandort Austria, dem Land Oberösterreich, Cine Art (Land Steiermark), der Filmförderungsanstalt, dem FilmFernsehFonds Bayern, dem Deutschen Filmförderfonds, dem Filmbüro Rheinland-Pfalz, IDM und Tax Credit Italien.
Für das Kostümbild zeichnete Caterina Czepek verantwortlich, für das Szenenbild Bertram Reiter, für den Ton Max Vornehm und für das Maskenbild Sam Dopona, Verena Eichtinger und Sylvia Niehues. Der Autor der Romanvorlage, Robert Seethaler, hat im Film einen Cameoauftritt.

## Rezeption
Auf IMDb erzielt der Film 6,5 / 10 Punkten und er hat einen Metascore von 55 / 100, auf Rotten Tomatoes sind 60 % der 25 Kritiken positiv und 65 % der weniger als 50 Zuschauer zeigten sich von ihm angetan.
Bettina Steiner befand in der Tageszeitung Die Presse, der Film habe allzu viel von einem Historienschinken und treffe Seethalers leichten Ton nicht. Allerdings halte zumindest die Geschichte gefangen. Es seien zwar ein paar schöne Szenen dabei, aber auch dann störe, dass alles ein wenig zu pittoresk sei. „Stets hat man das Gefühl, die Schauspieler bewegten sich durch Kulissen, durch eine in Sepia getauchte Bilderbuch-Stadt voller guter alter Bilderbuchfahrräder und guter alter Bilderbuchautos und Bilderbuchfleischhauer mit bilderbuchmäßig blutigen Schürzen.“
Ähnlich urteilte Marian Wilhelm in der Tiroler Tageszeitung: „Der Film müht sich sichtlich um Zeitkolorit. Groß ist der Aufwand für die Ausstattung. Trotzdem bleibt vieles Requisite, ganz so, als würden die Figuren durch eine liebevoll gestaltete Museumsanlage streifen.“ Er lobte allerdings die Schauspielleistungen, die überzeugten.
Stefan Grissemann schrieb in der Wochenzeitschrift Profil, der Roman hätte  eine bessere Verfilmung verdient. Der Film sei ein Lehrstück einer Literaturverfehlung und bleibe der Romanvorlage Seethalers so gut wie alles schuldig. Das Ergebnis sei „ein Dekorations- und Kulissenfilm, in dem nichts glaubhaft erscheint: die Trafik eine Theaterbude, der Fleischerladen nebenan nur eine Fassade. Wien 1938 als synthetisches, hochdruckgereinigtes Bühnenbild.“
Matthias Greuling hielt in der Wiener Zeitung dagegen, Nikolaus Leytner versuche mit viel Liebe zum Detail, die Stimmung in Wien vor dem Anschluss und direkt danach zu rekonstruieren. Dies gelinge ihm durch zahlreiche Ausstattungsdetails und vor allem durch sein stimmiges Schauspielerensemble, das gut illustrieren könne, welch beklemmende Stimmung diese Zeit bestimmte. „Ein wenig verzettelt sich Leytner in der Schilderung der Liebessuche seines Protagonisten Franz […]. Diese Szenen sind ein wenig wie Fremdkörper in diesem ansonst stimmigen Sittenbild der Anschlusszeit.“
Andreas Fischer meinte im Weser-Kurier, dass Der Trafikant thematisch so relevant sei, wie ein Film heutzutage nur sein kann. Als Literaturverfilmung sei er jedoch kein Meisterwerk. Wien sei hier eine tote Stadt in Sepiatönen. Mehr Klischee gehe fast nicht. Der in seiner Schnörkellosigkeit erheiternde Ton der Romanvorlage gehe in artifiziell wirkenden Bildern verloren. Die Schauplätze werden brav abgefilmt, das Leben im Film ist ein gekünsteltes. Regisseur Nikolaus Leytner verkenne das Potenzial seiner Darsteller und setze sie vornehmlich als Dialogaufsager ein. Dabei könnten die Schauspieler, allen voran Hauptdarsteller Simon Morzé, weit mehr, als Staffage in einem biederen Kostümfilm und Historienschinken sein.

## Auszeichnungen und Nominierungen

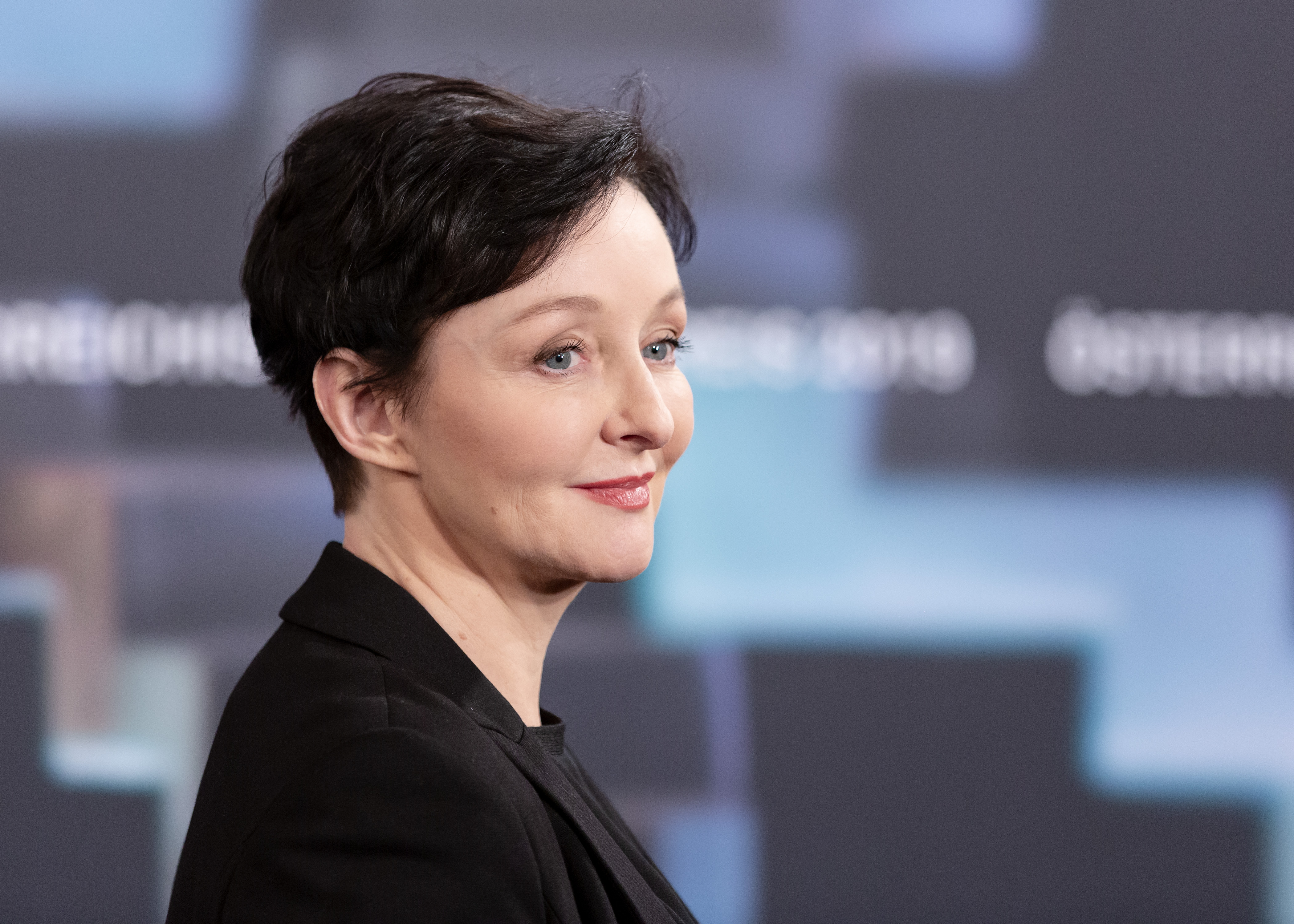
Regina Fritsch (2019)

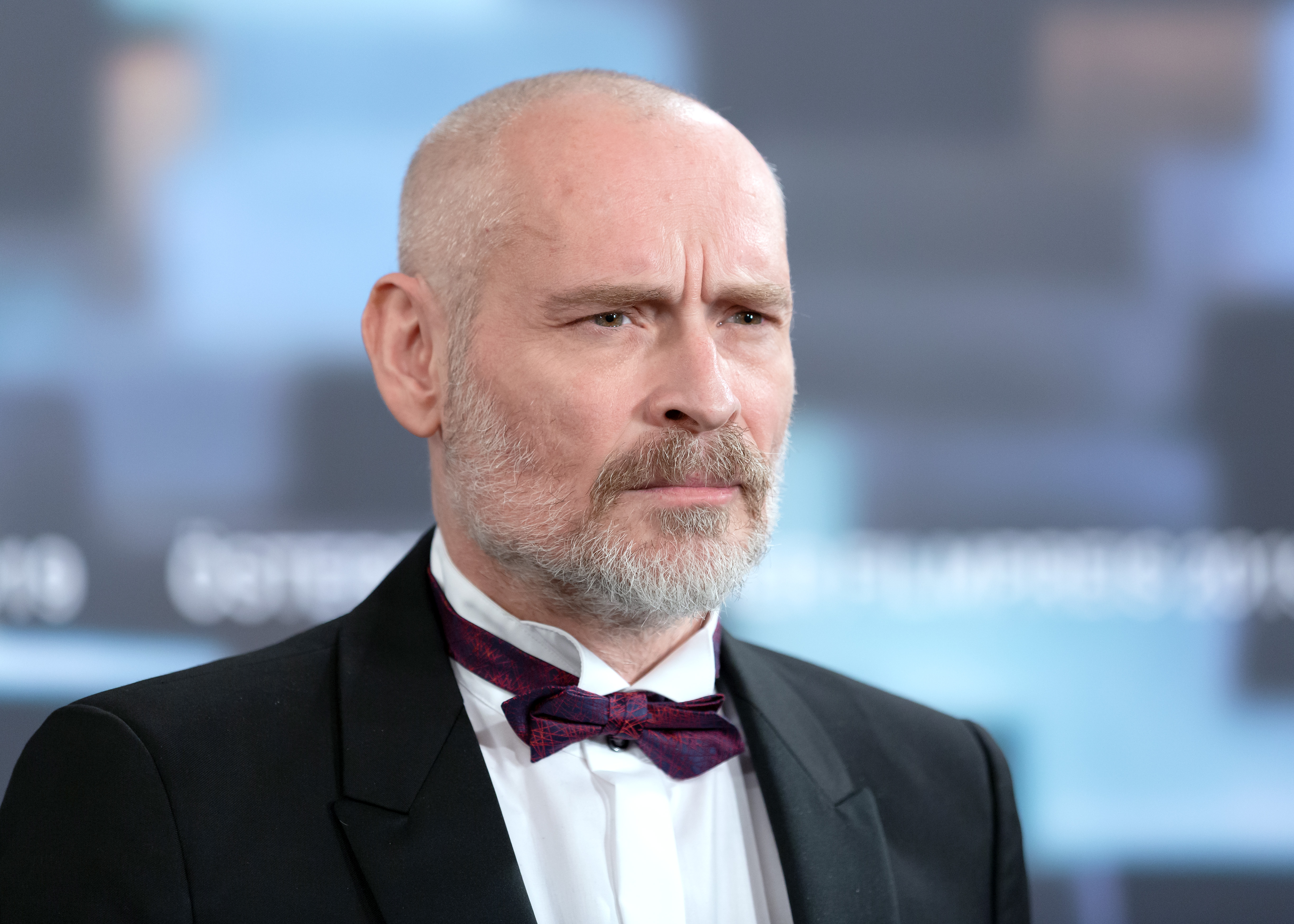
Johannes Krisch (2019)

Deutsche Film- und Medienbewertung (FBW)
- „Prädikat wertvoll“[25]

Österreichischer Filmpreis 2019
- Nominierung für die Beste weibliche Nebenrolle (Regina Fritsch)
- Nominierung für die Beste männliche Nebenrolle (Johannes Krisch)
- Nominierung für das Beste Kostümbild (Caterina Czepek)
- Nominierung für die Beste Musik (Matthias Weber)

Romyverleihung 2019
- Nominierung in der Kategorie Beste Bildgestaltung Kinofilm (Hermann Dunzendorfer)[27]

Film Festival Bozen 2019
- Golden Walther Award[28]

New Faces Award 2019
- Nominierung in der Kategorie Bester Nachwuchsschauspieler (Simon Morzé)[29]

CIVIS Kinopreis 2019
- Auszeichnung mit dem Publikumspreis für europäische Filmproduktionen[30][31][32]